# Simfonia núm. 20 (Weinberg)
La Simfonia núm. 20, op. 150, de Mieczysław Weinberg va ser composta el juliol de 1988 i dedicada a l'Orquestra Simfònica de l'URSS i al director Vladímir Fedosséiev, que va promoure freqüentment la música de Weinberg. Té una durada aproximada de 40 minuts.

## Moviments
1. Adagio – Meno mosso – Meno mosso
2. Allegretto – Coda
3. Con moto
4. Allegro molto
5. Lento – Meno mosso

## Origen i context
Vladímir Fedosséiev i a l'Orquestra Simfònica de la Ràdio s'havien convertit en els màxims valedors de la sortida orquestral de Weinberg després de la marxa de Kiril Kondraixin cap a Occident el 1978. Tot i això, sembla que no es va poder escoltar fins a l'enregistrament del 2012.
A la dècada de 1970, després de la mort del seu amic Xostakóvitx el 1975, Weinberg va compondre simfonies que es dividien en dos corrents, cadascun complementant l'altre. Una d'ells era patriòtic seguint el realisme socialista, mentre que l'altre era més abstracte. Dins del primer hi havia la Simfonia coral núm. 11 que va escriure per al centenari de Lenin el 1970, amb el final patriòtic i commemoratiu del realisme socialista, la Simfonia núm. 15 ("Crec en aquesta terra") i la "trilogia de guerra" dels núm. 17, 18 i 19. L'altre corrent, representat per les simfonies núm. 12, 13, 14 i 16, era més austera, desafiadora, torbada i imprevisible. La Simfonia núm. 20 és clarament un exemple de la segona categoria.
Weinberg es troba en el seu moment més enigmàtic i desolador de la seva carrera. Com a resultat d'aquesta tendència amarga, la seva reputació és bastant austera a Occident. Quan va escriure la Vintena Simfonia l'any 1988, Weinberg s'acostava als 70 anys i la composició dona fe de la creixent malaltia de Crohn que patia Weinberg. Weinberg va escriure en una de les pàgines de la partitura: «Puc escriure encara això amb l'ajuda de Déu. Però ho dubto». És una obra críptica, complexa i difícil de definir. Amb referències a la seva òpera i plena de detalls autobiogràfics. Tot plegat fa evident que la simfonia va ser escrita per una persona malalta.

## Anàlisi musical
La Vintena Simfonia s'estructura en cinc moviments: un bloc central que consisteix en un intermezzo envoltat per dos scherzos, que al seu torn estan emmarcats per un parell de moviments lents.
L'Adagio inicial es presenta una melodia amb les cordes característica de les obres de Weinberg de la dècada de 1980, com es pot apreciar a les Simfonies 13 i 14, i al quartet amb soprano Tres palmeres. Tot seguit, dos clarinets exposen un segon tema fosc, que reprèn la mateixa melodia, mantenint una conversa íntima aquesta foscor. Les cordes es van sumant gradualment, i els clarinets reprenen la conversa, rodejats d'ombres encara més fosques. El moviment es va desenvolupant amb un contrapunt exquisit, fins a arribar a un clímax sota la conducció de les trompetes silenciades, típic de les simfonies tardanes de Weinberg. La música conclou amb un do subterrani, reminiscent de l'inici delicat de la simfonia.
L'Allegretto és el primer scherzo, amb seccions repetides, amb un caràcter lacònic i, en el seu trio central, una mica grotesc. Contrasta amb una intransigent i curta coda final. El segueix el Con moto, una espècie d'intermezzo amb una melodia maliciosa gairebé atonal que recorda el primer moviment, que és recolzada per un baix en pizzicato. El segon scherzo, amb una potència rítmica que és una picada d'ullet al començament del segon acte d'El retrat, l'òpera de Weinberg basada en un relat breu de Nikolai Gógol. Segons Fanning, «no queda clar si Weinberg va tenir una connexió programàtica amb l'escena del restaurant de l'òpera, on el protagonista celebra la seva recent riquesa tot ordenant pràcticament tot el menú. Però és innegable que el final està impregnat de l'ambient de les últimes escenes de l'òpera, on l'artista entén que ha traït la seva vocació i s'enfonsa en la bogeria abans de morir».
Després d'un curt allegro molto sorollós i descarat, amb tots els grups de l'orquestra que finalment uneixen totes les seves forces per acabar amb un intens clímax. La simfonia s'acaba amb un lento desconcertant. Comença amb una sèrie de llargues línies punyents a les cordes superiors. Després la música evoluciona cap a un motiu de sis notes que condueix a un passatge peculiar per a la flauta i la percussió. Després, les cordes escalen fins a un clímax apassionant, fins a arribar a una conclusió poderosa però enigmàtica. La conclusió en do major confirma que l'ancoratge del primer moviment en aquesta tonalitat era real.